# P300/CBPコアクチベーターファミリー
p300/CBPコアクチベーターファミリー（p300/CBP coactivator family）は、ヒトでは2つの密接に関連した転写コアクチベーターから構成される。
1. p300（英語版）（別名: E1A（英語版）結合タンパク質p300（E1A binding protein p300）、EP300）
2. CBP（英語版）（別名: CREB結合タンパク質（CREB-binding protein）、CREBBP）

p300とCBPはどちらも多数の転写因子と相互作用し、それらの標的遺伝子の発現を増加させる作用を示す。

## タンパク質構造
p300とCBPは類似した構造を持つ。どちらも核内受容体相互作用ドメイン（NRID）、KIXドメイン（CREB、MYB相互作用ドメイン）、システイン/ヒスチジンリッチ領域（TAZ1/CH1、TAZ2/CH3）、核内コアクチベーター結合ドメイン（NBID、IBiDとも呼ばれる）などのタンパク質相互作用ドメインを持つ。KIX、TAZ1、TAZ2、NBIDはp53を結合する。さらに、p300とCBPにはタンパク質/ヒストンアセチルトランスフェラーゼ（PAT/HAT）ドメイン、アセチル化リジンを結合するブロモドメイン、機能未知のPHDフィンガーも存在する。これらの保存されたドメインは、長く構造を持たないリンカーで連結されている。

## 遺伝子発現の調節
p300とCBPは3つの方法で遺伝子発現の増加をもたらすと考えられている。
1. ヒストンアセチルトランスフェラーゼ（HAT）活性による遺伝子プロモーターのクロマチン構造の緩和[6]
2. プロモーターへのRNAポリメラーゼIIを含む基本転写装置のリクルート
3. アダプター分子としての作用[7]

p300は転写因子に直接結合することで転写を調節する。この相互作用はp300の1つ以上のドメインによって媒介される。p300のKIX、TAZ1、TAZ2、IBiDはそれぞれ、転写因子p53の2つの9aaTADにまたがる配列に強固に結合する。
p300とCBPは遺伝子の転写を調節するエンハンサー領域にも結合することが知られており、これらのタンパク質を用いたChIP-seqはエンハンサー領域の予測に利用される。
p300が結合する領域の70%は、DNase I高感受性領域との関係が観察されるように、開いたクロマチン領域であることが示されている。さらに、結合部位の75%は転写開始部位から離れており、これらの結合部位はH3K4me1に富むことから観察されるようにエンハンサー領域と関係している。RNAポリメラーゼIIのエンハンサー領域での結合部位とp300の結合部位にはある程度の相関があり、この相関はプロモーターとの物理的相互作用またはエンハンサーRNAによって説明される可能性がある。

## Gタンパク質シグナル伝達における機能
p300とCBPが関与する過程の例としては、Gタンパク質シグナル伝達が挙げられる。一部のGタンパク質はアデニル酸シクラーゼを刺激し、cAMPの上昇を引き起こす。cAMPはPKAを刺激する。PKAは4つのサブユニットから構成され、2つは調節サブユニット、もう2つが触媒鎖うユニットである。調節サブユニットへのcAMPの結合は触媒サブユニットの解離を引き起こす。その後、これらのサブユニットは核内へ移行して転写因子と相互作用し、遺伝子の転写に影響を与える。cAMP応答エレメント（cAMP response element、CRE）とよばれるDNA配列と相互作用する転写因子CREBは、KIDドメインのセリン残基（Ser133）がリン酸化される。この修飾はPKAに媒介されており、CREBのKIDドメインとCBPまたはp300のKIXドメインとの相互作用を促進し、CREB標的遺伝子（糖新生を補助する遺伝子など）の転写を促進する。この経路は、アドレナリンによる細胞表面のβアドレナリン受容体の活性化によって開始される。

## 臨床的意義
CBPの変異、そしてより低い頻度ではあるがp300の変異もルビンシュタイン・テイビ症候群の原因となる。この疾患は重度の精神遅滞によって特徴づけられる。こうした変異は各細胞の遺伝子の1コピーの喪失をもたらし、CBPやp300タンパク質の量は半分となる。一部の変異では機能を持たない非常に短いCBPやp300タンパク質が産生されるが、他の変異では遺伝子の1コピーから全くタンパク質が合成されなくなる。CBPやp300タンパク質の量の減少によってどのうようにしてルビンシュタイン・テイビ症候群の特徴が引き起こされるのかは不明であるが、CBPやp300の遺伝子の1コピーの喪失によって正常な発達が妨げられることははっきりしている。
CBPのHAT活性の欠陥は長期記憶形成の問題を引き起こすようである。
CBPとp300は、急性骨髄性白血病（AML）と関係した、複数の稀な染色体転座と関係していることが判明している。例えば、一部のAML患者では8番染色体と22番染色体（p300の遺伝子を含む領域）の間で転座が生じていることが判明している。11番染色体と22番染色体が関与する他の転座もがん治療を受けている少数の患者に見つかっている。こうした染色体の変化は、他のがんに対する化学療法後のAMLの発症と関係している。

## マウスモデル
CBPとp300は正常な胚発生に重要であり、CBPとp300タンパク質のいずれかを完全に欠失したマウスは初期胚発生の段階で死ぬ。さらに、CBPとp300の双方の遺伝子の機能的コピーを1つずつ欠く（すなわち、CBPとp300の双方がヘテロ接合型である）マウスは、CBPとp300の双方が正常量の半分となり、同様に胚発生の初期段階で死ぬ。このことは、胚発生にはCBPとp300タンパク質の総量が重要であることを示唆している。一部の細胞種では個体レベルよりもCBPまたはp300の喪失に対する耐性が高いことがデータから示唆されている。CBPとp300タンパク質のいずれかを欠くマウスのB細胞やT細胞はほぼ正常であるが、CBPとp300タンパク質の双方を欠くB細胞やT細胞はin vivoでは発生しない。これらのデータを総合すると、個々の細胞種が発生や生存のために必要とするCBPやp300の量は異なり、個体レベルよりもCBPやp300の喪失に対して高い耐性を示す細胞種もあるが、多くの細胞種では発生のために少なくともいくらかのp300やCBPを必要としているようである。